# Alvanita
L'alvanita és un mineral de la classe dels fosfats. Rep el seu nom de la seva composició, contenint alumini i vanadi.

## Característiques
L'alvanita és un fosfat que va veure redefinida la seva fórmula química l'any 2019, i retocada el 2025 a ZnAl₄(V⁵⁺O₃)₂(OH)₁₂(H₂O)₂. Cristal·litza en el sistema monoclínic. Es troba en forma de plaquetes hexagonals, semblants a la mica, amb formes {001}, {010}, {100} i {101}. La seva duresa a l'escala de Mohs es troba entre 3 i 3,5. Segons la classificació de Nickel-Strunz, l'alvanita pertany a «08.FE - Polifosfats, Poliarseniats, [4]-Polivanadats: ino-[4]-vanadats» juntament amb l'ankinovichita, de la qual és l'anàleg amb zinc.

## Formació i jaciments
Va ser descoberta als dipòsits de vanadi de Kurumsak i Balasauskandyk, a les muntanyes Karatau, a la província del Kazakhstan Meridional (Kazakhstan). També ha estat trobada al dipòsit de vanadi de Ran i a Taldyk, tots dos indrets a la vall del riu Ran, al Kazakhstan.